# آندرئا روکا
آندرئا روکا (ایتالیایی: Andrea Rocca؛ زادهٔ ۹ ژوئن ۱۹۶۹) یک گیتارنواز، موسیقی‌دان و آهنگساز اهل ایتالیا است.
او دانش‌آموختهٔ موسیقی‌شناسی قومی در دانشکده مطالعات شرقی و آفریقایی است. وی از سال ۱۹۹۵ در زمینهٔ موسیقی فیلم فعالیت می‌کند.
از فیلم‌های او می‌توان به کاپوت موندی اشاره کرد.